# Сёрум
Сёрум (норв. Sørum) — коммуна в губернии Акерсхус в Норвегии. Административный центр коммуны — город Сёрумсанн. Официальный язык коммуны — нейтральный. Население коммуны на 2007 год составляло 14 279 чел. Площадь коммуны Сёрум — 206,58 км², код-идентификатор — 0226.

## История населения коммуны
Население коммуны за последние 60 лет.

Статистика коммуны Сёрум